# شاخص کیفیت زندگی

نقشهٔ جهانی نمایش امتیازات کیفیت زندگی

مردم در کشورهای توسعه‌یافته به رفاه اقتصادی دست یافته‌اند ولی، احساس نمی‌کنند که زندگیشان، از کیفیت مطلوبی برخوردار باشد. پس، رشد شاخص تولید ناخالص داخلی (GDP) که معرف رشد اقتصادی است، نمی‌تواند معیار بهبود کیفیت زندگی مردم تلقی شود. از این رو، برای نخستین بار، در سال ۲۰۰۵ میلادی، واحد اطلاعاتی اکونومیست (EIU)، شاخص اقتصادی و اجتماعی جدیدی را به منظور رتبه‌بندی کشورهای جهان ارائه کرد. این معیار رتبه‌بندی کشورها را شاخص کیفیت زندگی (QLI)، نام‌گذاری کرده‌اند.

## عوامل تعیین‌کنندهٔ کیفیت زندگی
عوامل نه‌گانهٔ کیفیت زندگی و شاخص‌های به‌کار گرفته شده در نمایش چنین عواملی عبارتند از:
1. تعالی مادی: سرانه تولید ناخالص ملی
2. سلامتی: امید به زندگی
3. ثبات سیاسی و امنیت: نرخ ثبات سیاسی و امنیت
4. زندگی خانوادگی: نرخ طلاق (در هر هزار نفر)
5. زندگی اجتماعی: نرخ حضور در اماکن مذهبی یا عضویت در سندیکاها
6. اقلیم و جغرافیا: عرض جغرافیائی، شرایط اقلیمی بین گرمتر و سردتر را مشخص می‌سازد.
7. امنیت شغلی: نرخ بیکاری
8. آزادی سیاسی: متوسط شاخص‌های آزادی‌های مدنی و سیاسی
9. برابری جنسیتی: نسبت متوسط درآمد مرد و زن، بر اساس آخرین داده‌های در دسترس[۳]

## رتبه‌بندی کشورها بر اساس کیفیت زندگی
هر ساله سازمان‌های مختلف بر  اساس این شاخص، کشورهای مختلف جهان را رتبه بندی می‌کنند که عدد بالاتر نشان دهنده کیفیت زندگی بالاتر در این کشور است. بر اساس این رتبه بندی‌ها در سال ۲۰۲۲، کشورهای سوئیس، دانمارک، هلند، فنلاند و استرالیا در رتبه‌های اول تا پنجم قرار گرفتند.
این فهرست شامل ۸۷ کشور جهان است و در سال ۲۰۲۲ به روز شده‌است. عدد بالاتر نشان دهنده کیفیت زندگی بالاتر در هر کشور است. به‌علاوه رنگ‌های جدول نمایش دهنده سیستم حکومتی هر کشور است.
رنگ‌ها
- جمهوری تمام‌ریاستی: رئیس کشور، رئیس جمهور است که رئیس دولت است و مستقل از قوه مقننه است
- جمهوری نیمه‌ریاستی: رئیس کشور رئیس جمهوری است که دارای برخی قدرت‌های اجرایی و مستقل از قوه مقننه است. باقی مانده قدرت اجرایی در اختیار وزارتخانه‌ای است که مشروط به اعتماد مجلس  است
- جمهوری با ریاست اجرایی که توسط قوه مقننه معرفی شده یا توسط آن انتخاب می شود:: رئیس جمهور هم رئیس کشور و هم رئیس دولت است. وزارتخانه، از جمله رئیس‌جمهور، می‌توانند مشمول اعتماد پارلمان باشد یا خیر
- جمهوری مجلسی: رئیس کشور رئیس جمهوری است که عمدتاً یا کاملاً تشریفاتی است. وزارتخانه منوط به اعتماد مجلس هستند
- پادشاهی مشروطهٔ مجلسی: رئیس کشور پادشاهی است که عمدتاً یا کاملاً تشریفاتی است. وزارتخانه منوط به اعتماد مجلس است
- پادشاهی مشروطهٔ مجلسی: رئیس کشور یک پادشاه اجرایی است. پادشاه شخصاً قدرت را در هماهنگی با سایر نهادها اعمال می کند
- پادشاهی مطلقه: رئیس کشور قدرت اجرایی دارد. تمام قدرت متعلق به پادشاه مطلقه است
- دولت تک‌حزبی: رئیس کشور ممکن است اجرایی یا تشریفاتی باشد. قدرت از نظر قانون اساسی به یک جنبش سیاسی واحد مرتبط است

| ردیف | کشور / منطقه        | شاخص کیفیت زندگی بر پایه کشور |
| ---- | ------------------- | ----------------------------- |
| 1    | سوئیس               | ۱۹۵٫۲۷                        |
| 2    | دانمارک             | ۱۹۲٫۳۶                        |
| 3    | هلند                | ۱۸۵٫۳۸                        |
| 6    | فنلاند              | ۱۸۴٫۹۶                        |
| 5    | استرالیا            | ۱۸۳٫۸۱                        |
| 6    | ایسلند              | ۱۸۲٫۲۶                        |
| 7    | آلمان               | ۱۸۰٫۲۷                        |
| 8    | اتریش               | ۱۷۹٫۱۶                        |
| 9    | نیوزیلند            | ۱۷۶٫۸۱                        |
| 10   | نروژ                | ۱۷۶٫۳۹                        |
| 11   | سوئد                | ۱۷۵٫۳۰                        |
| 12   | استونی              | ۱۷۴٫۱۹                        |
| 13   | عمان                | ۱۷۳٫۶۸                        |
| 14   | لوکزامبورگ          | ۱۷۳٫۶۳                        |
| 15   | ایالات متحده آمریکا | ۱۷۰٫۷۲                        |
| 16   | ژاپن                | ۱۶۹٫۴۸                        |
| 17   | اسلوونی             | ۱۶۹٫۰۴                        |
| 18   | اسپانیا             | ۱۶۸٫۴۸                        |
| 19   | جمهوری چک           | ۱۶۲٫۶۴                        |
| 20   | پرتغال              | ۱۶۲٫۵۲                        |
| 21   | لیتوانی             | ۱۶۱٫۸۴                        |
| 22   | بریتانیا            | ۱۶۱٫۷۴                        |
| 23   | کانادا              | ۱۶۰٫۳۸                        |
| 24   | امارات متحده عربی   | ۱۶۰٫۳۸                        |
| 25   | کرواسی              | ۱۵۹٫۲۱                        |
| 26   | فرانسه              | ۱۵۶٫۶۵                        |
| 27   | قطر                 | ۱۵۴٫۵۳                        |
| 28   | جمهوری ایرلند       | ۱۵۴٫۵۲                        |
| 29   | بلژیک               | ۱۵۱٫۸۶                        |
| 30   | سنگاپور             | ۱۵۱٫۵۹                        |
| 31   | اسلواکی             | ۱۵۱٫۱۶                        |
| 32   | لتونی               | ۱۵۰٫۸۱                        |
| 33   | عربستان سعودی       | ۱۴۹٫۵۴                        |
| 34   | قبرس                | ۱۴۷٫۱۰                        |
| 35   | اسرائیل             | ۱۴۶٫۰۶                        |
| 36   | ایتالیا             | ۱۴۱٫۰۷                        |
| 37   | تایوان              | ۱۴۰٫۱۵                        |
| 38   | لهستان              | ۱۴۰٫۰۲                        |
| 39   | مجارستان            | ۱۳۷٫۱۵                        |
| 40   | آفریقای جنوبی       | ۱۳۶٫۰۲                        |
| 41   | پورتوریکو           | ۱۳۳٫۷۷                        |
| 42   | رومانی              | ۱۳۳٫۳۸                        |
| 43   | بلغارستان           | ۱۳۰٫۰۹                        |
| 44   | یونان               | ۱۲۹٫۲۴                        |
| 45   | بوسنی و هرزگوین     | ۱۲۷٫۰۷                        |
| 46   | کره جنوبی           | ۱۲۵٫۰۴                        |
| 47   | مکزیک               | ۱۲۴٫۹۰                        |
| 48   | ترکیه               | ۱۲۴٫۰۵                        |
| 49   | اروگوئه             | ۱۲۲٫۲۶                        |
| 50   | کاستاریکا           | ۱۲۲٫۰۷                        |
| 51   | گرجستان             | ۱۲۱٫۱۴                        |
| 52   | اکوادور             | ۱۱۸٫۸۴                        |
| 53   | مالزی               | ۱۱۷٫۹۸                        |
| 54   | کویت                | ۱۱۷٫۳۴                        |
| 55   | صربستان             | ۱۱۷٫۲۳                        |
| 56   | تونس                | ۱۱۴٫۵۶                        |
| 57   | پاناما              | ۱۱۴٫۳۲                        |
| 58   | اردن                | ۱۱۳٫۹۲                        |
| 59   | اوکراین             | ۱۱۱٫۹۳                        |
| 60   | هند                 | ۱۱۰٫۹۹                        |
| 61   | مقدونیه شمالی       | ۱۰۹٫۶۰                        |
| 62   | مالت                | ۱۰۹٫۵۰                        |
| 63   | بلاروس              | ۱۰۸٫۴۸                        |
| 64   | مراکش               | ۱۰۷٫۵۴                        |
| 65   | برزیل               | ۱۰۷٫۰۴                        |
| 66   | آرژانتین            | ۱۰۵٫۴۲                        |
| 67   | چین                 | ۱۰۵٫۰۷                        |
| 68   | جمهوری آذربایجان    | ۱۰۴٫۱۰                        |
| 69   | کلمبیا              | ۱۰۳٫۵۴                        |
| 70   | روسیه               | ۱۰۳٫۲۸                        |
| 71   | پاکستان             | ۱۰۲٫۵۷                        |
| 72   | تایلند              | ۱۰۰٫۹۷                        |
| 73   | شیلی                | ۱۰۰٫۱۵                        |
| 74   | لبنان               | ۹۹٫۳۵                         |
| 75   | هنگ کنگ             | ۹۸٫۴۲                         |
| 76   | قزاقستان            | ۹۳٫۷۷                         |
| 77   | کنیا                | ۹۲٫۵۴                         |
| 78   | اندونزی             | ۹۰٫۳۶                         |
| 79   | ویتنام              | ۸۹٫۹۵                         |
| 80   | مصر                 | ۸۹٫۸۷                         |
| 81   | فیلیپین             | ۸۳٫۷۴                         |
| 82   | پرو                 | ۸۰٫۴۲                         |
| 83   | ونزوئلا             | ۷۷٫۴۳                         |
| 84   | سری‌لانکا            | ۶۷٫۸۸                         |
| 85   | بنگلادش             | ۶۷٫۵۹                         |
| 86   | ایران               | ۶۴٫۸۹                         |
| 87   | نیجریه              | ۵۲٫۴۴                         |

## وضعیت خاورمیانه و قفقاز
| رتبهٔ منطقه‌ای شاخص کیفیت زندگی | رتبهٔ جهانی | کشور یا سرزمین    | شاخص کیفیت زندگی (از ۱۰) | شاخص توسعهٔ انسانی (از ۱) |
| ----------------------------- | ---------- | ----------------- | ------------------------ | ------------------------ |
| ۱                             | ۲۳         | قبرس              | ۷٫۰۹۷                    | ۰٫۸۱۰                    |
| ۲                             | ۳۸         | اسرائیل           | ۶٫۴۸۸                    | ۰٫۸۷۲                    |
| ۳                             | ۴۱         | قطر               | ۶٫۴۶۲                    | ۰٫۸۰۳                    |
| ۴                             | ۵۰         | ترکیه             | ۶٫۲۸۶                    | ۰٫۶۷۹                    |
| ۵                             | ۵۵         | کویت              | ۶٫۱۷۱                    | ۰٫۷۷۱                    |
| ۶                             | ۶۲         | بحرین             | ۶٫۰۳۵                    | ۰٫۸۰۱                    |
| ۷                             | ۶۷         | عمان              | ۵٫۹۱۶                    | ۰٫۸۴۶                    |
| ۸                             | ۶۹         | امارات متحدهٔ عربی | ۵٫۸۹۹                    | ۰٫۸۱۵                    |
| ۹                             | ۷۲         | عربستان سعودی     | ۵٫۷۶۷                    | ۰٫۷۵۲                    |
| ۱۰                            | ۷۵         | اردن              | ۵٫۶۷۵                    | ۰٫۶۸۱                    |
| ۱۱                            | ۸۰         | مصر               | ۵٫۶۰۵                    | ۰٫۶۲۰                    |
| ۱۲                            | ۸۵         | ارمنستان          | ۵٫۴۲۲                    | ۰٫۶۹۵                    |
| ۱۳                            | ۸۶         | آذربایجان         | ۵٫۳۷۷                    | ۰٫۷۱۳                    |
| ۱۴                            | ۸۷         | گرجستان           | ۵٫۳۶۵                    | ۰٫۶۹۸                    |
| ۱۵                            | ۸۸         | ایران             | ۵٫۳۴۳                    | ۰٫۷۰۲                    |
| ۱۶                            | ۹۳         | پاکستان           | ۵٫۲۲۹                    | ۰٫۴۹۰                    |
| ۱۷                            | ۹۷         | سوریه             | ۵٫۰۵۲                    | ۰٫۵۸۹                    |
| ۱۸                            | ۱۰۲        | ترکمنستان         | ۴٫۸۷۰                    | ۰٫۶۶۹                    |
| ۱۹                            | ۱۰۷        | تاجیکستان         | ۴٫۷۵۴                    | ۰٫۵۸۰                    |

کشورهای لبنان (با شاخص توسعهٔ انسانی ۰٫۸۰۳)، یمن (با شاخص توسعهٔ انسانی ۰٫۴۳۹) و فلسطین در این فهرست گنجانده نشده‌اند.

## وضعیت ایران
شاخص کیفیت زندگی که به صورت سالانه، بین ۱۹۴ کشور جهان ارزیابی و منتشر می‌شود، نشان می‌دهد که کیفیت زندگی مردم ایران، در مقایسه با دیگر کشورهای جهان، به رتبه ۱۵۰ در سال ۲۰۱۰ میلادی، کاهش پیدا کرده‌است. این رتبه‌بندی نشان می‌دهد که هزینهٔ زندگی در ایران، ۷۱٪ افزایش پیدا کرده‌است.
البته، نباید فراموش کرد که اجزای تشکیل‌دهندهٔ 'شاخص کیفیت زندگی بر این موضوع تأکید دارند که اگر چه اقتصاد در بهبود سطح زندگی نقش مؤثر دارد ولی، شرط کافی برای ارتقای کیفی زندگی محسوب نمی‌شود و شروط دیگری نیز برای ارتقای این شاخص، در زندگی افراد لازم است.
با توجه به کشورهای مورد بررسی در خاورمیانه، می‌توان گفت که وضعیت ایران، در حدی متوسط، قرار دارد و از نظر شاخص کیفیت زندگی، مانند بسیاری دیگر از کشورهای خاورمیانه، تحول چندانی به دست نیاورده است؛ ولی، اگر این نکته را با هدف‌گذاری کشور در زمینهٔ تبدیل شدن به قدرت اول منطقه، از جمیع جهات، مورد ارزیابی قرار دهیم، می‌توان گفت که مدیران و برنامه‌ریزان نتوانسته‌اند که به این هدف نزدیک شوند و در عمل، کشوری مانند ترکیه، با مدیریت و برنامه‌ریزی بهتر، توانسته‌است تا سطح کیفی زندگی در این کشور را افزایش دهد و در مقابل، کشور ما، در عمل، درجا زده‌است.
با در نظر گرفتن شاخص‌های کیفیت زندگی در جهان از میان ۶۰ کشور مورد مطالعه در سال ۱۳۹۷، ایران به‌دلیل ۹۰ درصد فقر مطلق زندگی از کل جمعیت مردم ایران، در رتبه ۵۸ قرار دارد.